# Tobias Berggren
Tobias Staffan Erik Berggren, född 22 januari 1940 i Stockholm, död 8 juni 2020 i Tyresö distrikt, var en svensk författare, översättare, litteraturkritiker och poet.
Som kritiker verkade Berggren bland annat i Bonniers Litterära Magasin och Aftonbladet. Som översättare översatte han bland andra Fernando Pessoa till svenska.

## Familj
Tobias Berggren var far till journalisten Johan Berggren, bror till skådespelaren Martin Berggren, son till teologen Erik Berggren och textilkonstnären Ester Berggren (född Larsson) samt dotterson till borgarrådet Yngve Larsson och Elin Bonnier. Tobias Berggren är begravd på Skogskyrkogården i Stockholm.

## Priser och utmärkelser
- 1971 – Stig Carlson-priset
- 1973 – Aftonbladets litteraturpris
- 1973 – Albert Bonniers stipendiefond för yngre och nyare författare
- 1976 – Zornpriset
- 1978 – Svenska Dagbladets litteraturpris för Bergsmusik
- 1983 – Bellmanpriset
- 1990 – De Nios Stora Pris